# Mohammed al-Mahdi

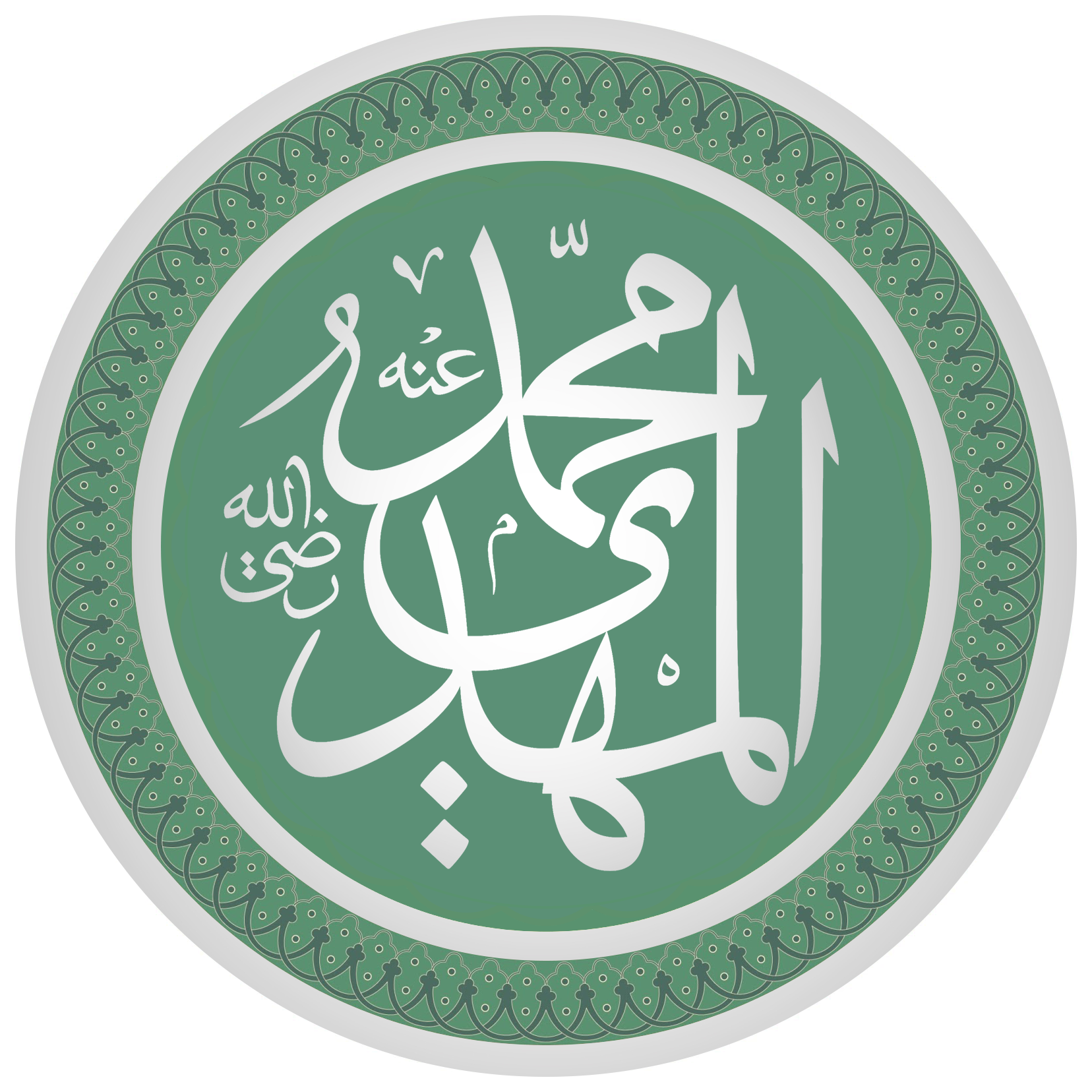
Mohammed al-Mahdi's naam op een moskee

Mohammed al-Mahdi (Arabisch: محمد بن الحسن المهدي, Muḥammad b. al-Ḥasan al-Mahdī) (868 – ) is de twaalfde en laatste imam van de alevitische en de meeste sjiitische moslims, de Twaalvers. Zijn echte naam was Mohammed ibn Hasan ibn Ali. Hij wordt ook vaak de Verdwenen Imam genoemd. Zijn naam, al-Mahdi, betekent 'de door God geleide'. Hij wordt soms ook Mohammed al Muntazar genoemd, wat 'de verwachte' betekent.
Mohammed al-Mahdi is een controversieel persoon en soennieten betwijfelen of hij bestaan heeft. De Twaalvers geloven dat Mohammed al-Mahdi werd geboren in 868 als zoon van Hassan al-Askari en zijn Byzantijnse slavin Narjis Khatun. Zijn geboorte werd echter geheimgehouden omdat de sjiieten en Hassan vervolgd werden.
Over hem doen allerlei verhalen de ronde, vaak mythisch of bovenmenselijk.
Alhoewel geloofd wordt dat hij nooit stierf is er een tempel voor hem in Samarra, naast die van zijn vader en grootvader.